# Grand Palais

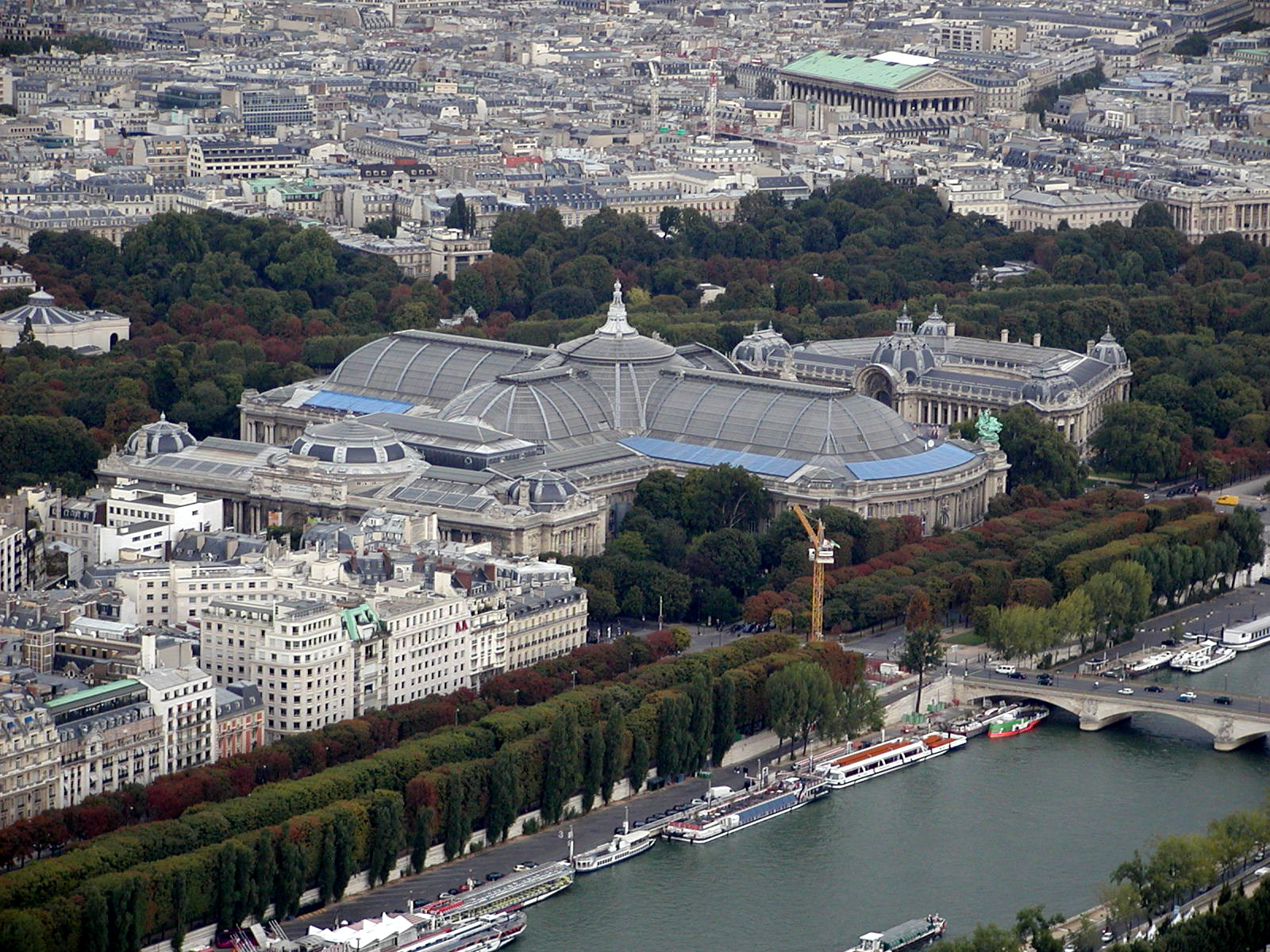
Toàn cảnh Grand Palais, Petit Palais nhìn từ tháp Eiffel

Grand Palais des Champs-Élysées hay còn gọi là Grand Palais (tiếng Anh: Great Palace - tiếng Việt: Cung điện lớn) là một di tích lịch sử, phòng triển lãm và khu phức hợp bảo tàng, tọa lạc tại Champs-Élysées ở quận 8 của Paris, Pháp. Việc xây dựng Grand Palais bắt đầu vào năm 1897 sau khi Palais de l'Industrie (Palace of Industry - Cung điện Công nghiệp) bị phá hủy để chuẩn bị cho Triển lãm Quốc tế năm 1900. Cuộc triển lãm đó cũng tạo ra Petit Palais và cầu Alexandre III liền kề.
Tòa nhà được thiết kế để trở thành một địa điểm quy mô lớn cho các sự kiện nghệ thuật chính thức. Một phần trên tòa nhà đề cập đến chức năng này với dòng chữ ghi rằng, "đài tưởng niệm được Cộng hòa dành tặng cho vinh quang của nghệ thuật Pháp." Được thiết kế theo sở thích của Beaux-Arts, tòa nhà có mặt tiền bằng đá được trang trí công phu, mái vòm bằng kính và những cải tiến thời kỳ bao gồm khung sắt, thép nhẹ và bê tông cốt thép.
Nơi đây được Bộ Văn hóa liệt vào danh sách di tích lịch sử (monument historique).

## Lịch sử

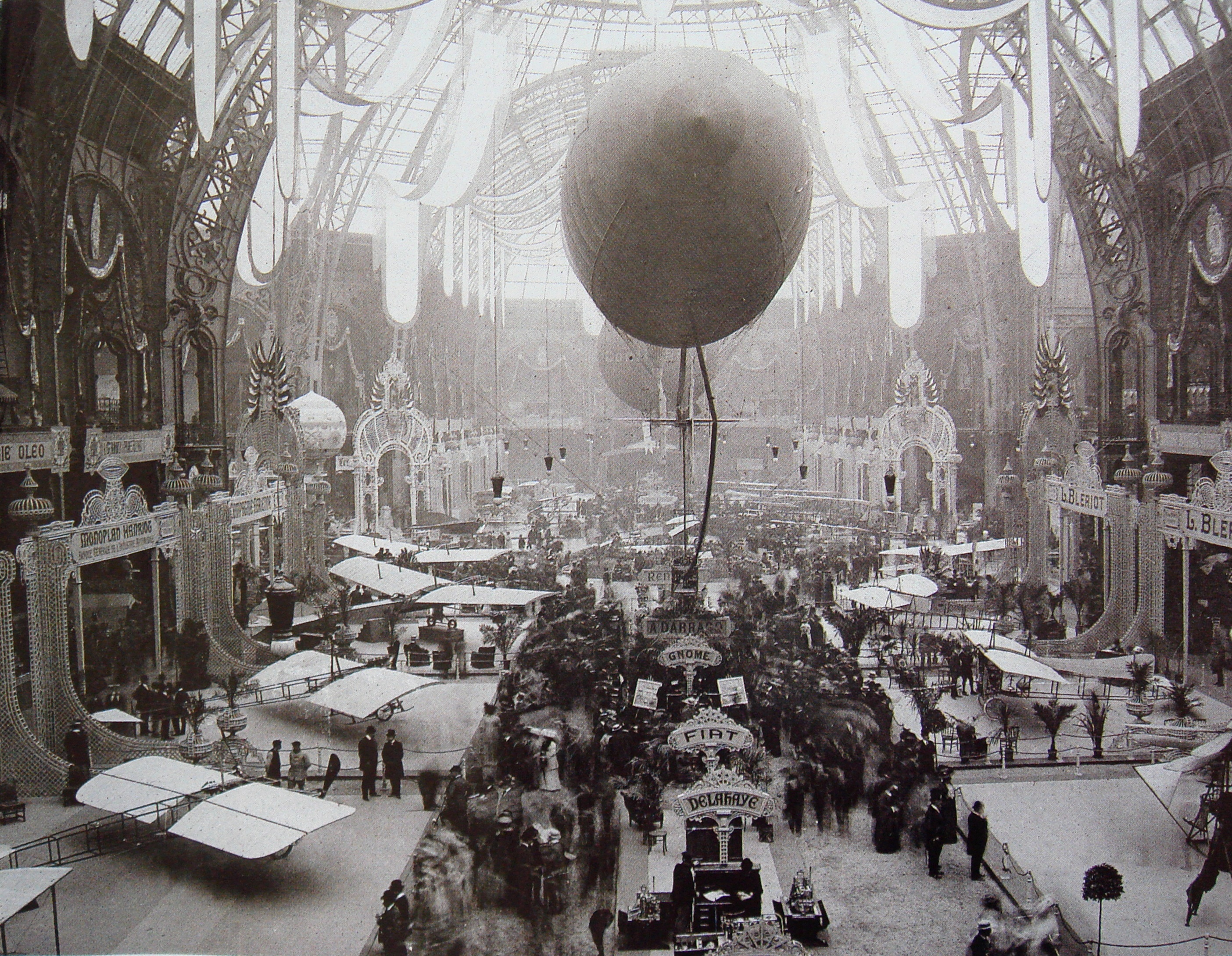
Salon de la locomotion aérienne, 1909, Grand Palais, Paris

Để chuẩn bị cho Hội chợ thế giới khai mạc năm 1900 tại Paris, chính quyền Paris quyết định xây dựng một bảo tàng nghệ thuật lấy tên là "Grand Palais des Beaux-Arts" (Cung nghệ thuật) trên nền của Palais de l'Industrie (Cung công nghiệp) được xây từ năm 1855. Công trình mới được xây dựng ngoài mục đích chuẩn bị cho Hội chợ thế giới, nó còn là tòa nhà hoàn thiện cho quy hoạch của đại lộ nối từ Điện Les Invalides đến Champs-Élysées và Điện Élysée. Ngày 22 tháng 4 năm 1896 một cuộc thi thiết kế được mở ra để tìm bản vẽ cho công trình mới, đây là cuộc thi chỉ dành cho kiến trúc sư người Pháp. Những người chiến thắng cuối cùng của cuộc thi này là các kiến trúc sư Henri Deglane, Albert Louvet, Albert-Félix-Théophile Thomas và Charles Girault, họ được phân công cụ thể như sau:
- Henri Deglane phụ trách nhánh Bắc và Nam của trục nhà chính, các hành lang và trang trí bên ngoài, đặc biệt là trang trí phần cửa chính và hàng cột ở mặt chính của tòa nhà (giáp đại lộ Nicolas II, nay là đại lộ Winston Churchill).
- Albert Louvet phụ trách phần nhà trung tâm, trong đó có Sảnh danh dự (Salon d'honneur), từ năm 1937 phần nhà này được dùng làm Palais de la Découverte (Cung khám phá), Louvet cũng hợp tác với Deglane trong việc xây dựng hành lang và trang trí tường của sảnh ngang.
- Albert Thomas phụ trách việc xây dựng của nhánh Tây thuộc về Cung Antin (Palais d'Antin, nay cũng thuộc Palais de la Découverte) và phần mặt ngoài của Grand Palais giáp đại lộ Antin (nay là đại lộ Franklin D. Roosevelt).
- Charles Girault phụ trách phối hợp toàn bộ công trình, cùng thời gian ông này cũng phải chịu trách nhiệm xây dựng Petit Palais (nay là Bảo tàng Mỹ thuật Paris) ở đối diện với Grand Palais.

Grand Palais được khánh thành ngày 1 tháng 5 năm 1900 trong một buổi lễ có sự góp mặt của tổng thống Pháp Émile Loubet và chủ tịch ủy ban Hội chợ thế giới Pháp là Alfred Picard.

## Thời chiến và Palais

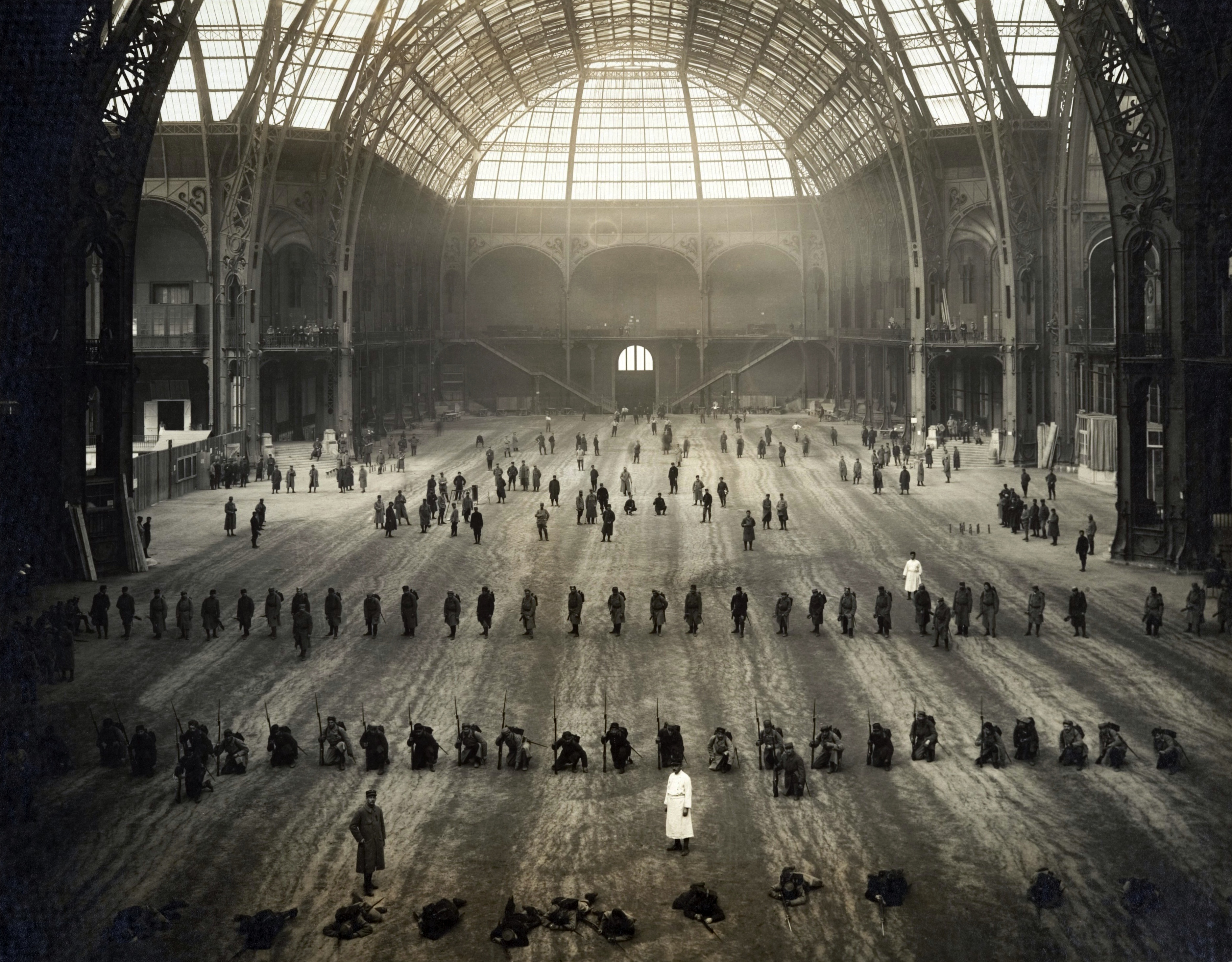
Grand Palais trong Thế chiến I, 1916

Palais từng là một bệnh viện quân sự trong Chiến tranh thế giới thứ nhất, sử dụng các nghệ sĩ địa phương chưa được triển khai ở mặt trận để trang trí các phòng bệnh hoặc làm khuôn cho các chi giả.
Đức Quốc xã đã đưa Palais vào sử dụng khi chiếm đóng Pháp trong Chiến tranh thế giới thứ hai. Lần đầu là sử dụng làm kho xe tải, Palais sau đó tổ chức hai cuộc triển lãm tuyên truyền của Đức Quốc xã.
Trong thời gian chiến tranh thế giới thứ nhất, Grand Palais được sử dụng làm doanh trại cho các đội quân thuộc địa của Pháp trước khi họ ra mặt trận, cung điện cũng được sử dụng làm bệnh viện để giải tỏa lượng thương binh quá lớn tập trung ở các bệnh viện Paris khi đó. Sau khi chiến tranh thế giới thứ hai nổ ra, Paris bị quân đội Đức Quốc xã chiếm đóng, sảnh lớn của Grand Palais bị trưng dụng làm kho phương tiện quân sự. Tháng 8 năm 1944 gian giữa của tòa nhà bị đánh bom gây cháy, tuy nhiên thiệt hại không lớn và Grand Palais được bảo vệ gần như toàn ven cho đến hết chiến tranh. Tuy nhiên do nhiều phần xây dựng khác nhau, đến cuối thế kỷ 20 cung điện bắt đầu có dấu hiệu xuống cấp, năm 1993 một đoạn ghép đinh tán đã rơi từ độ cao 35 m xuống ngay một triển lãm thiết kế đang diễn ra trong tòa nhà. Grand Palais được tiến hành tu sửa lớn từ tháng 11 năm 2001 đến hết năm 2007 bao gồm gia cố móng, tường và phần mái, toàn bộ dự án này có kinh phí lên tới 101.36 triệu euro do chính phủ Pháp cung cấp thông qua Bộ Văn hóa.

## Grand Palais ngày nay

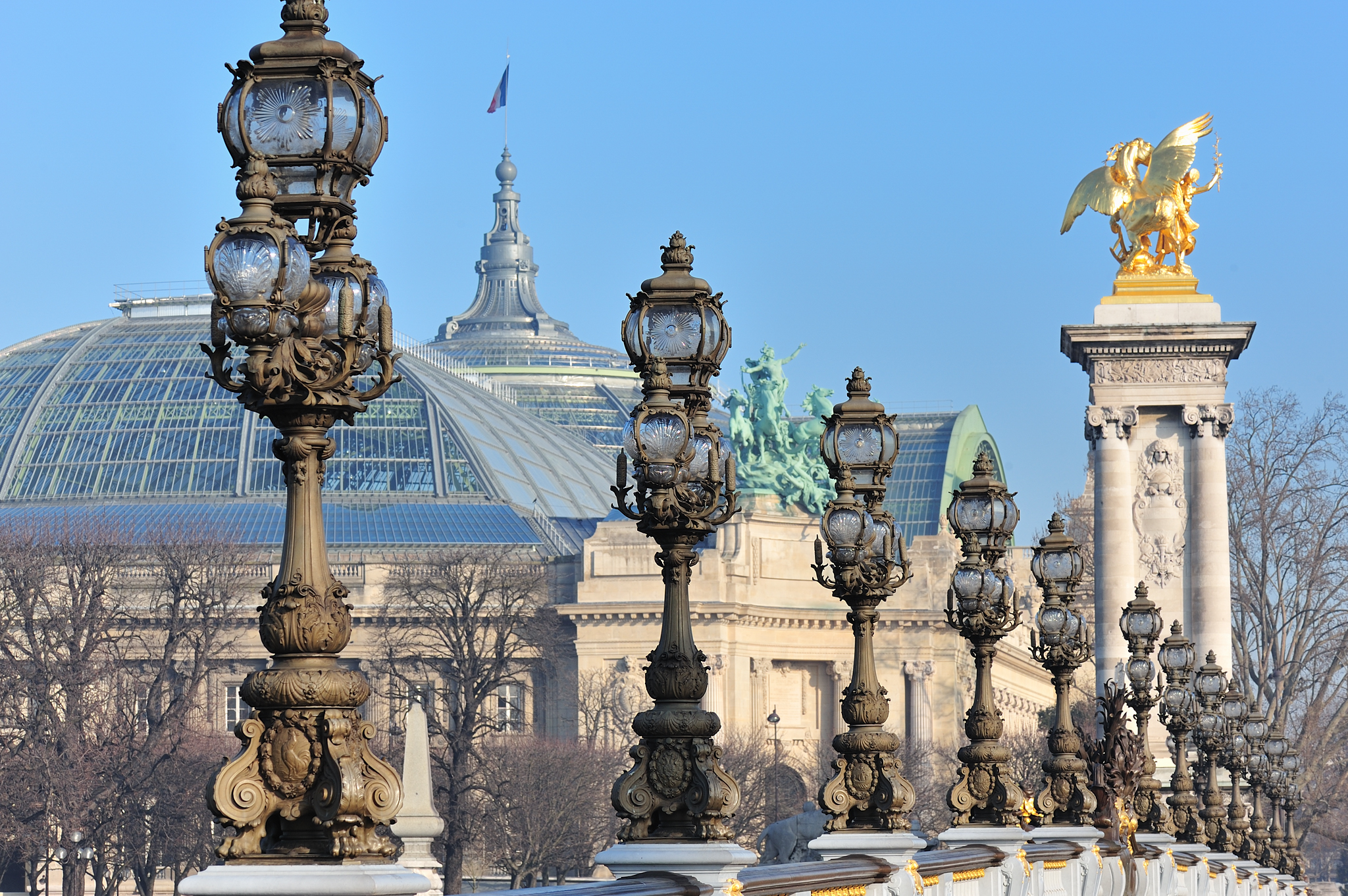
Grand Palais nhìn từ Pont Alexandre III

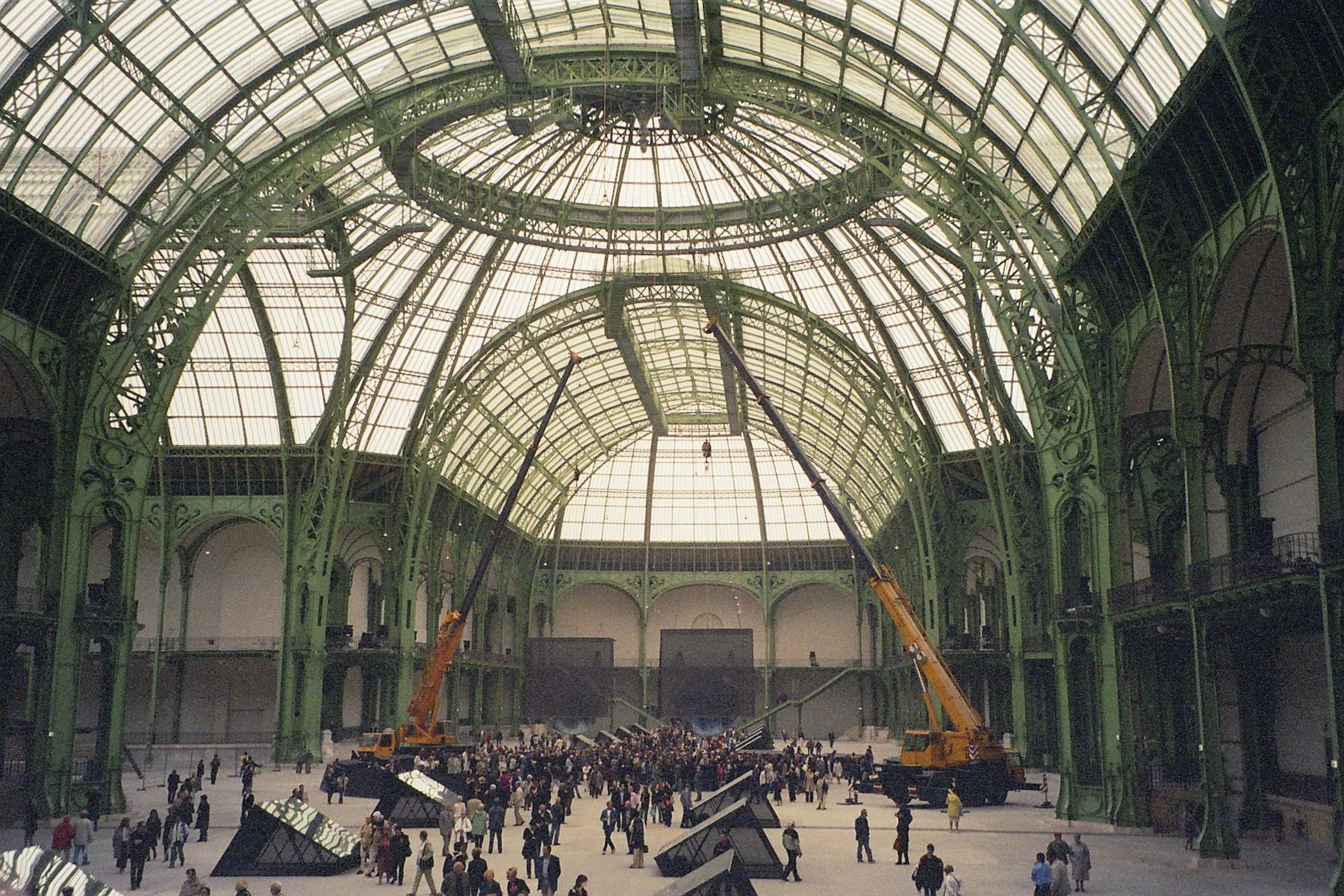
Nội thất bên trong

Grand Palais có một đồn cảnh sát chính ở tầng hầm có các sĩ quan giúp bảo vệ các hiện vật được trưng bày trong Galeries nationales du Grand Palais, đặc biệt là các "tiệm" triển lãm tranh: Salon de la Société Nationale des Beaux Arts , Salon d'Automne và Salon Comparaisons. Cánh phía tây của tòa nhà cũng có bảo tàng khoa học, Palais de la Découverte.
Đây là địa điểm đăng cai của Giải vô địch đấu kiếm thế giới 2010.
Đối với triển lãm Monumenta 2011 (11 tháng 5 đến 23 tháng 6), nhà điêu khắc Anish Kapoor đã được ủy quyền để tạo ra tác phẩm sắp đặt tạm thời dành riêng cho địa điểm trong nhà, Leviathan, một cấu trúc khổng lồ (khoảng 775.000 feet vuông) lấp đầy một nửa phòng triển lãm chính của Grand Palais.
Bảo tàng đã được sử dụng trong giai đoạn cuối củaTour de France năm 2017, như một phần của chương trình quảng bá cho Thế vận hội Mùa hè 2024 ở Paris. Các tay đua đi qua Palais trên đường đến Champs Élysées. Với việc Paris đã được nhất trí là nơi diễn ra Thế vận hội 2024, Palais sẽ được sử dụng cho các sự kiện đấu kiếm và taekwondo.

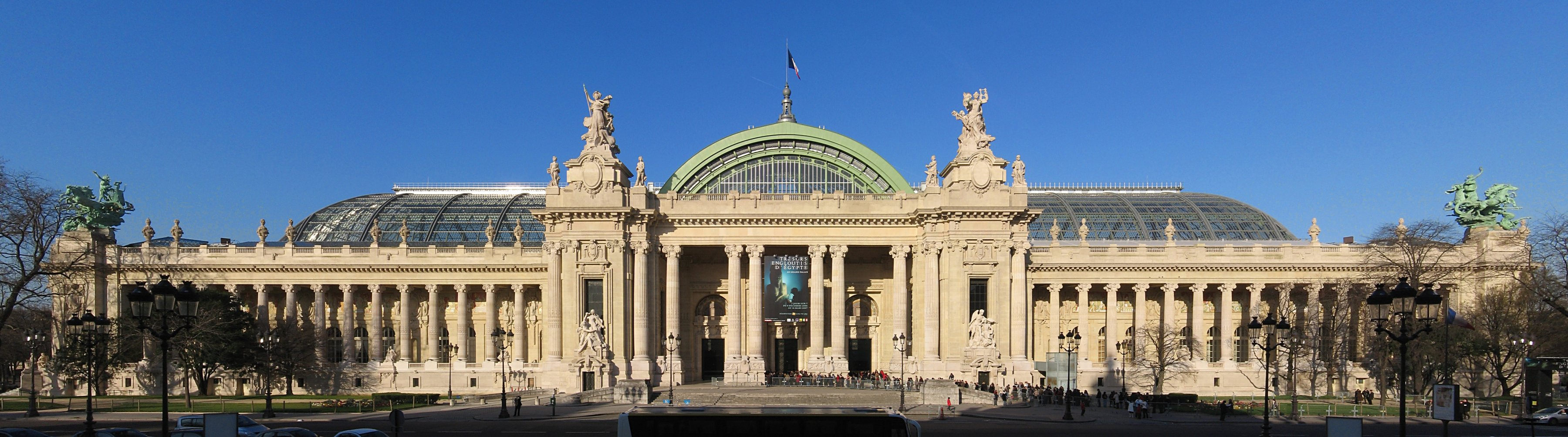
Toàn cảnh Grand Palais

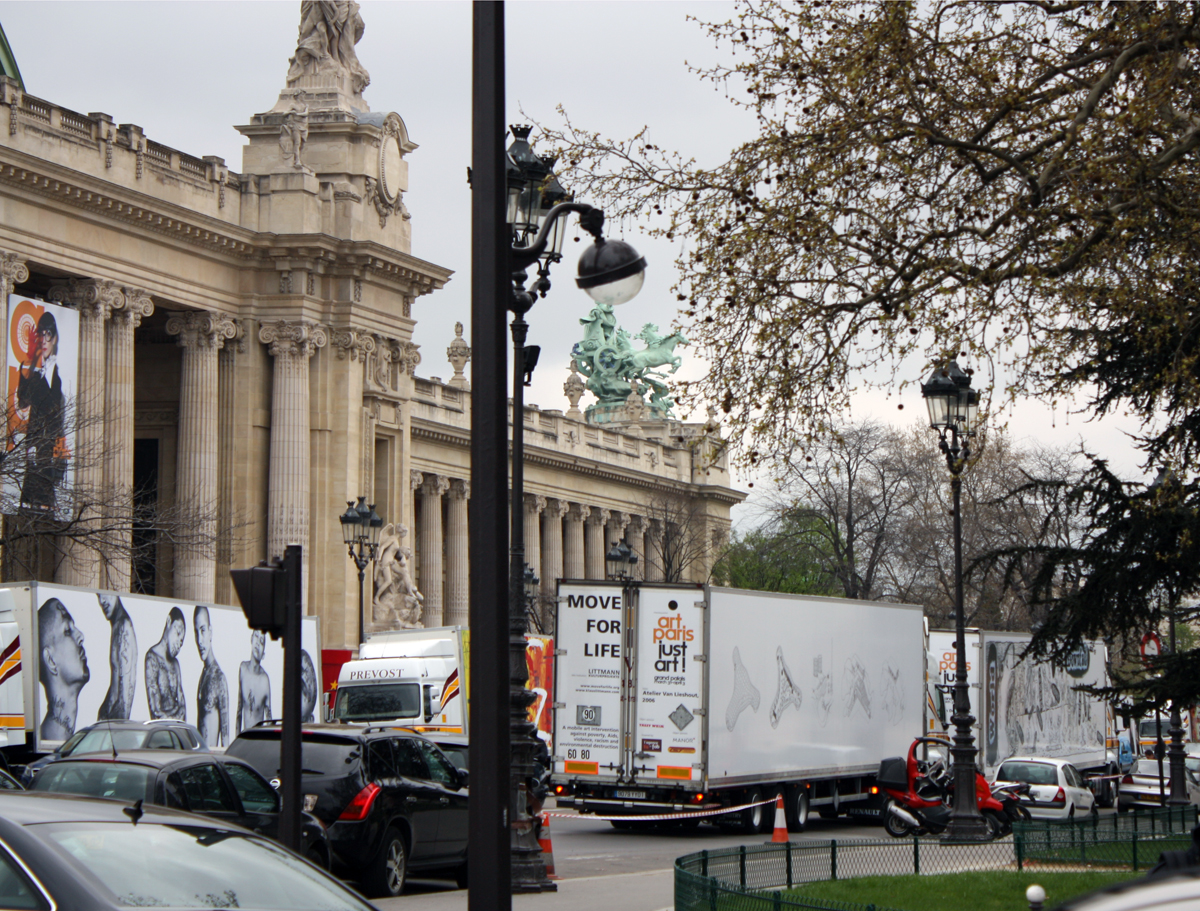
Chuẩn bị cho ARTPARIS 2011 tại Grand Palais

## Kiến trúc
Grand Palais có phần nhà chính dài gần 240 m được che phủ bởi một mái cực lớn cấu tạo bởi 9.000 tấn thép, sắt và kính với chiều cao tối đa 45 m. Riêng khối lượng kim loại được sử dụng là vào khoảng 6.000 tấn, tương đương với khối lượng kim loại dùng cho tháp Eiffel. Phía mặt ngoài của cung điện có hàng cột lấy cảm hứng từ hàng cột của cung điện Louvre do Claude Perrault thiết kế. Kiến trúc của công trình là sự tổng hợp các yếu tố thẩm mỹ thường thấy của thời kỳ Belle époque tại Pháp. Grand Palais là một trong những công trình lớn cuối cùng trước kỉ nguyên điện khí hóa, nó có thể so sánh với Cung điện Thủy tinh tại Luân Đôn do kiến trúc sư Joseph Paxton thiết kế hoàn thành năm 1851.

## Hình ảnh

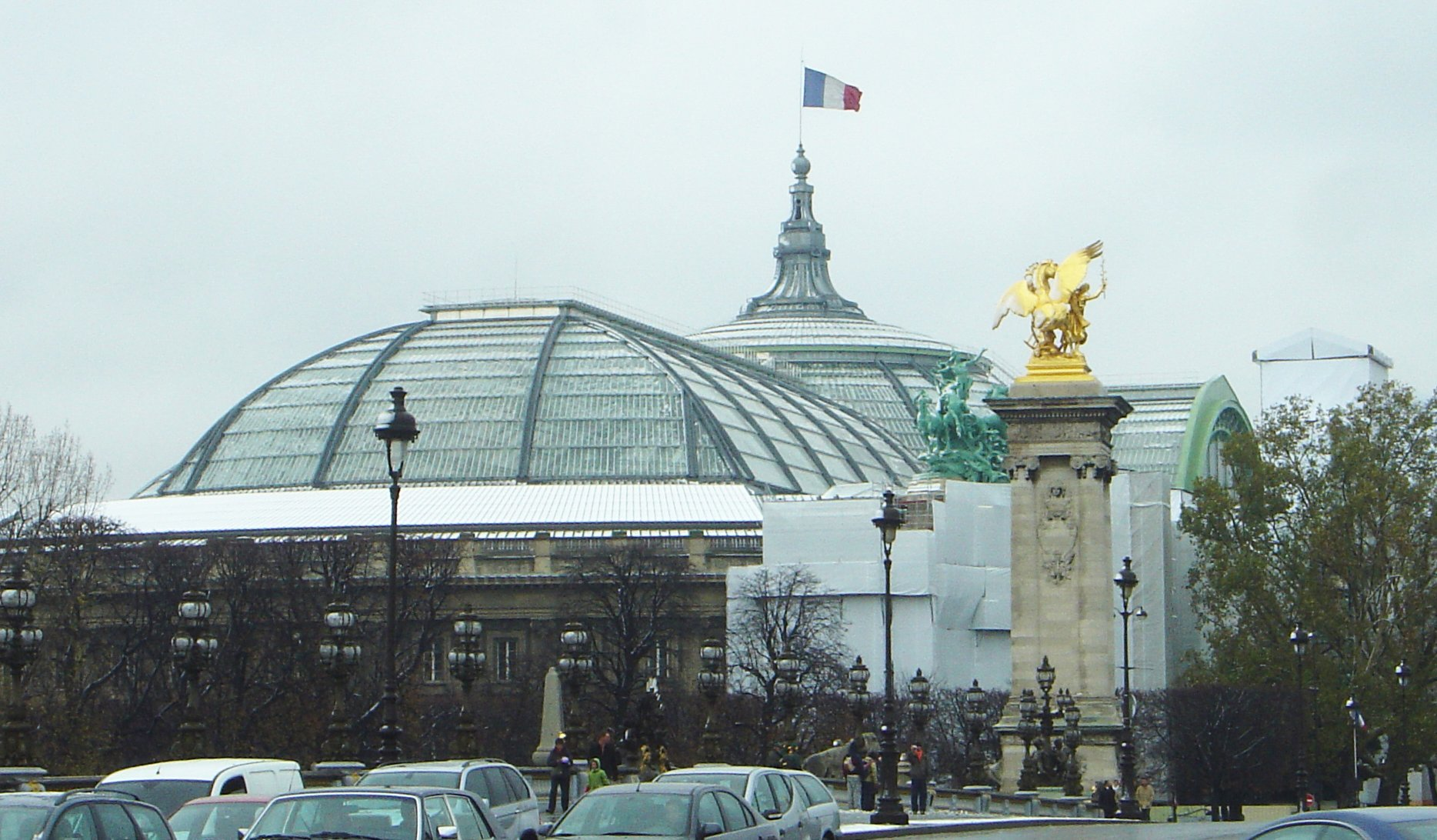
Mái Grand Palais nhìn từ cầu Alexandre-III
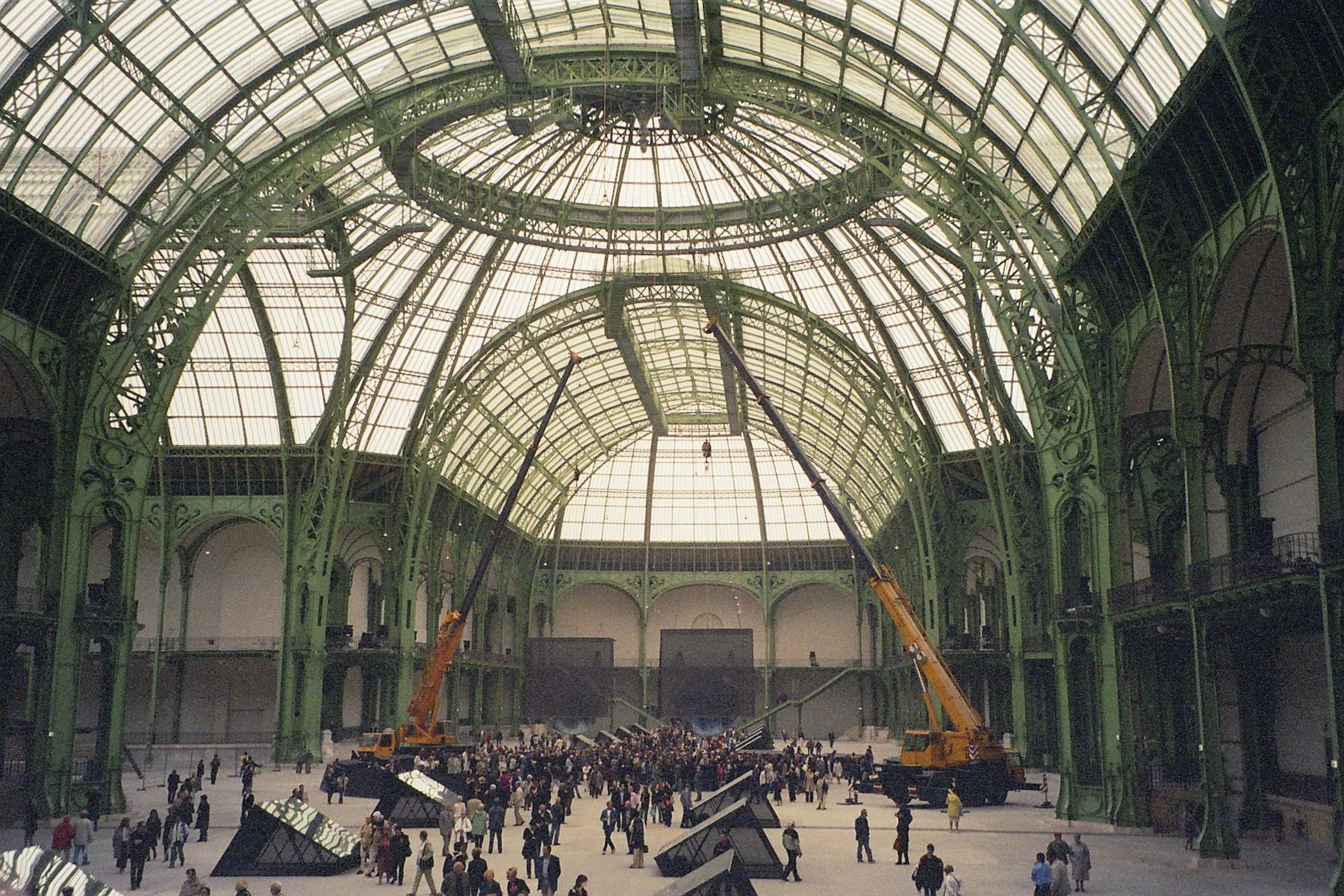
Bên trong Grand Palais
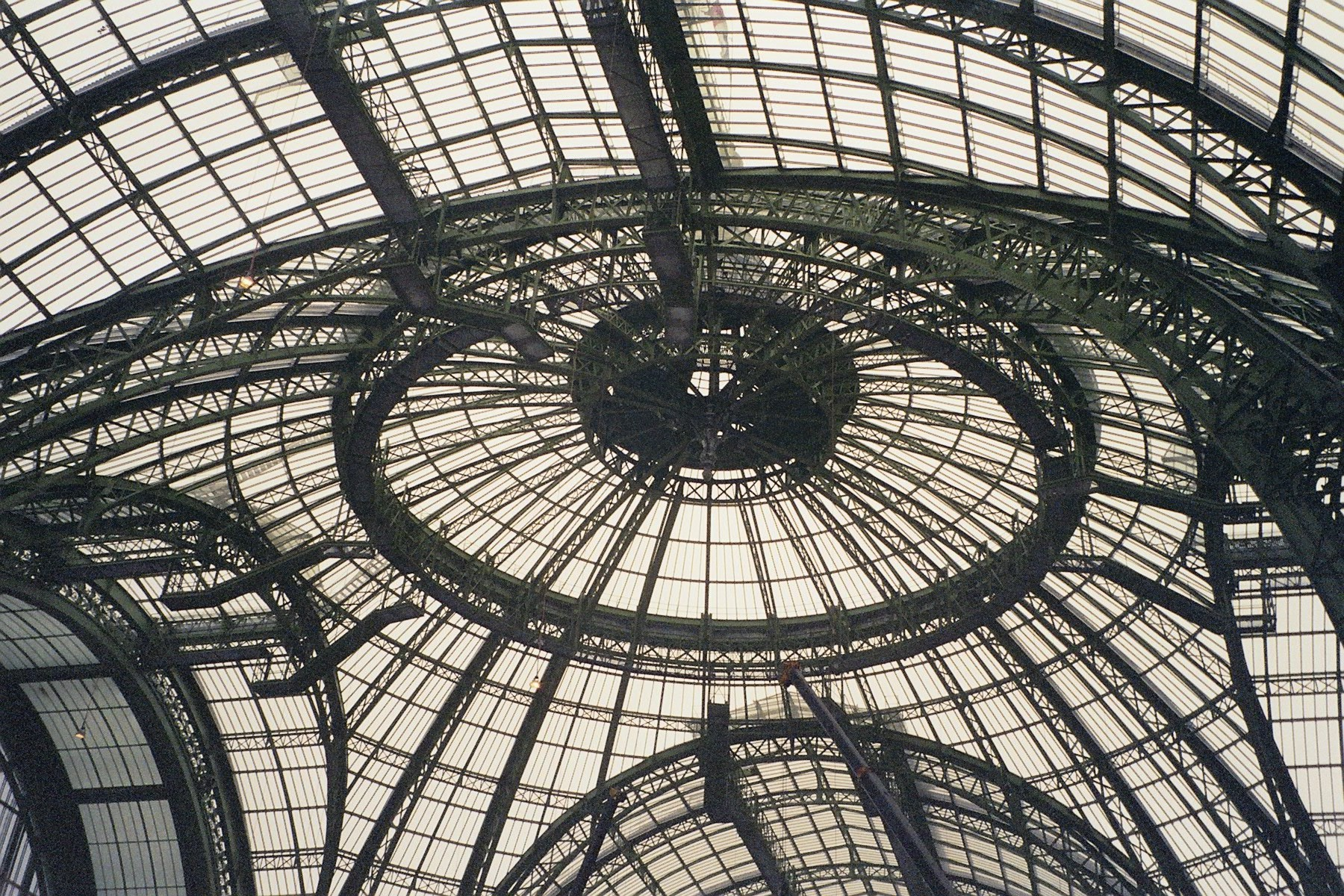
Chi tiết mái
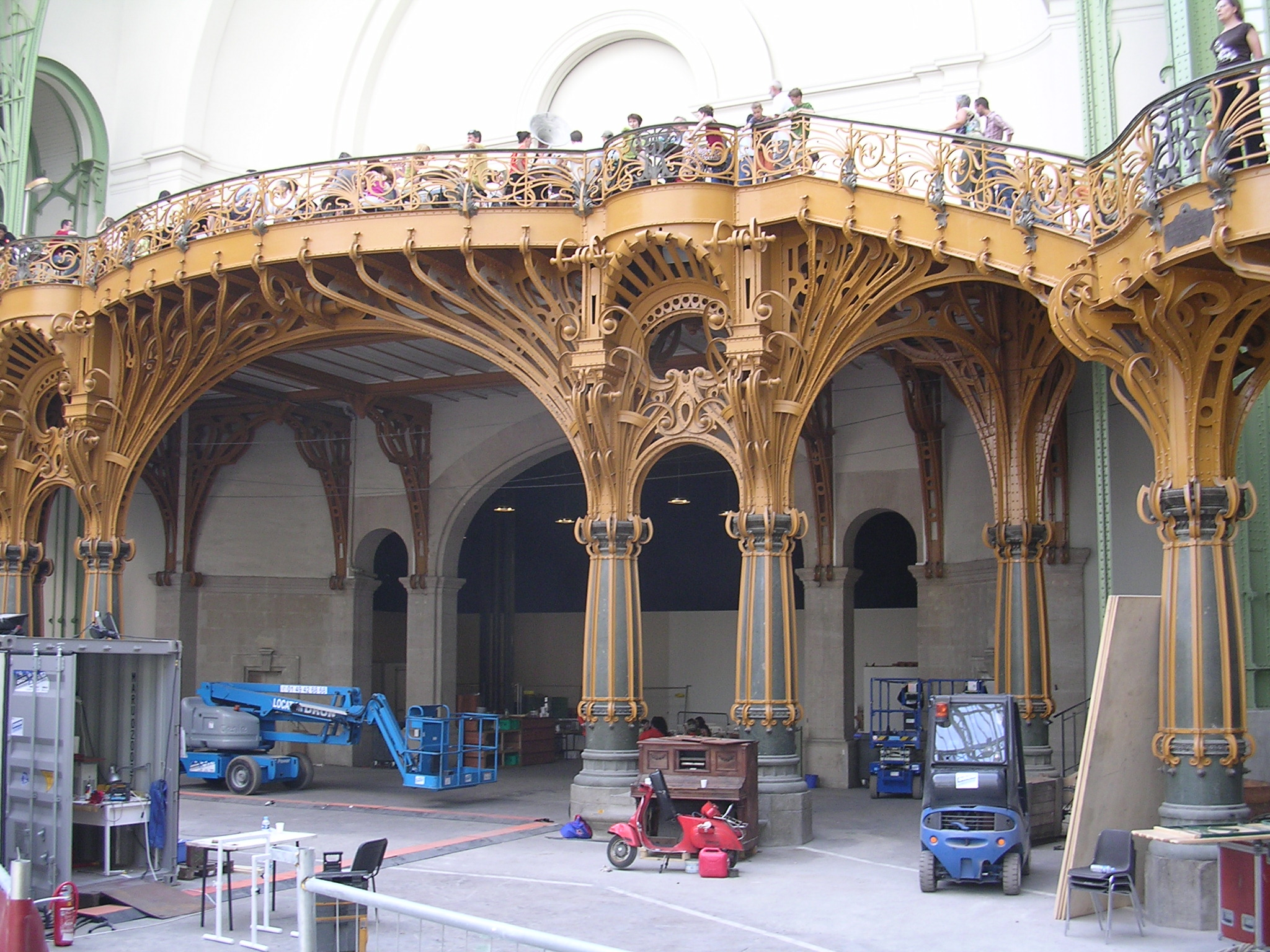
Chi tiết ban công
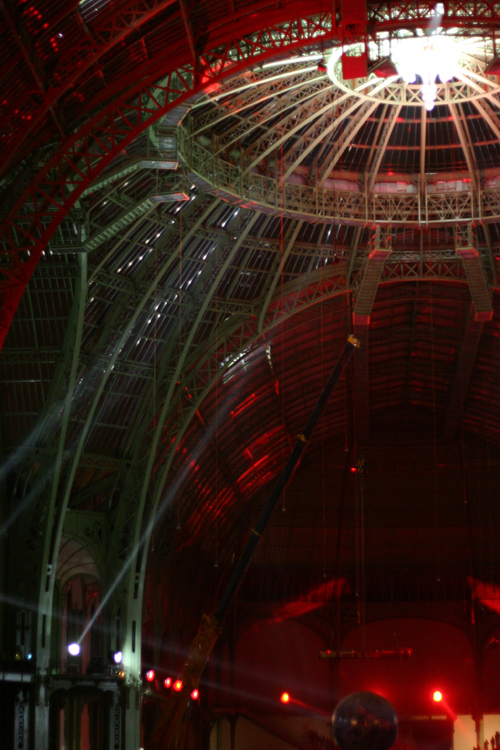
Sảnh chính trong "Đêm trắng" (Nuit blanche) 2005
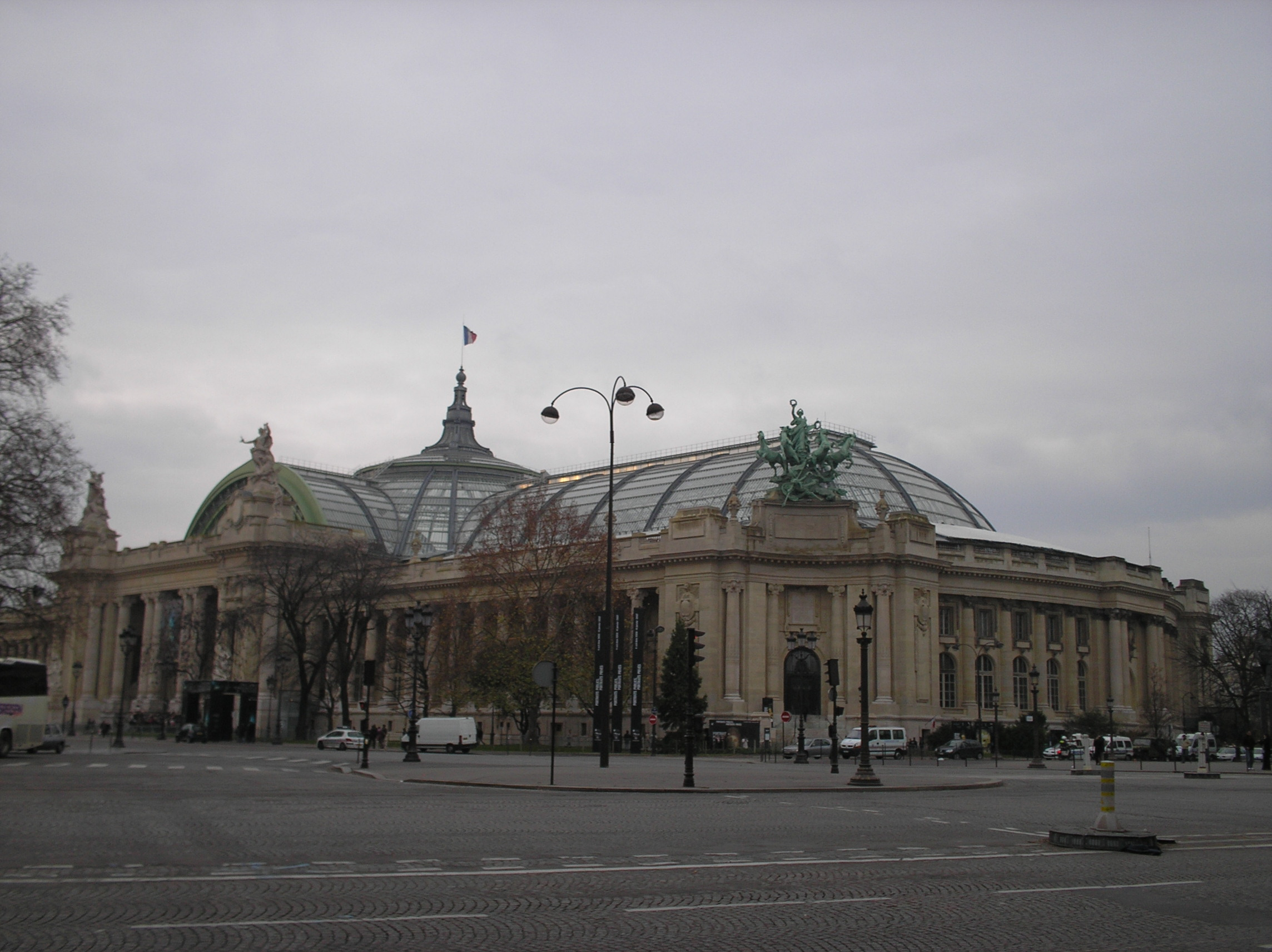
Grand Palais nhìn từ đại lộ Champs-Élysées
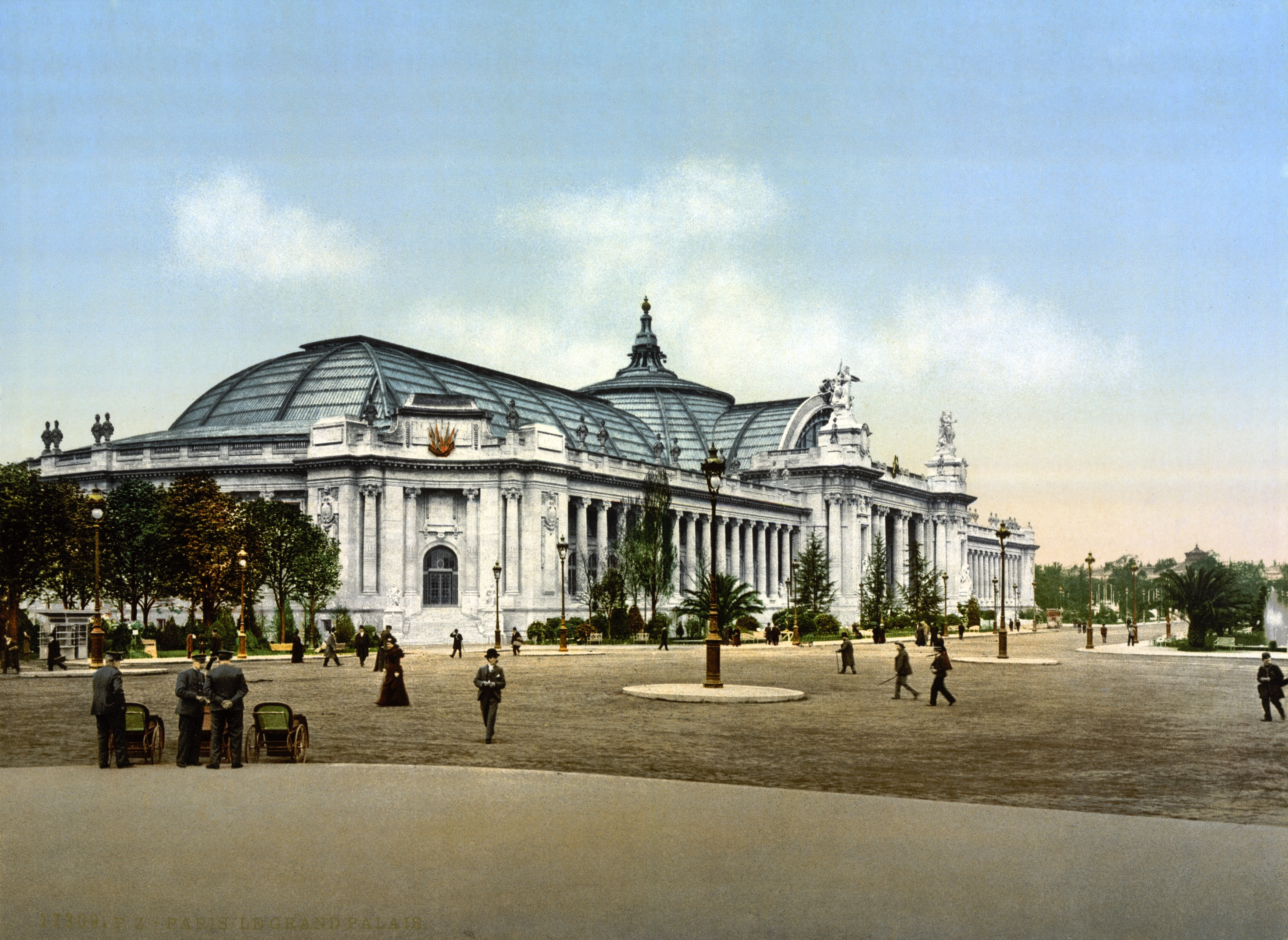
Grand Palais năm 1900 trong Hội chợ thế giới
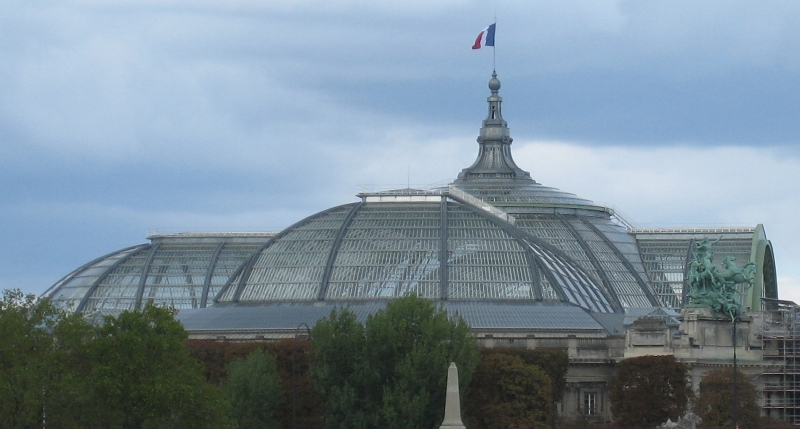
Mái Grand Palais
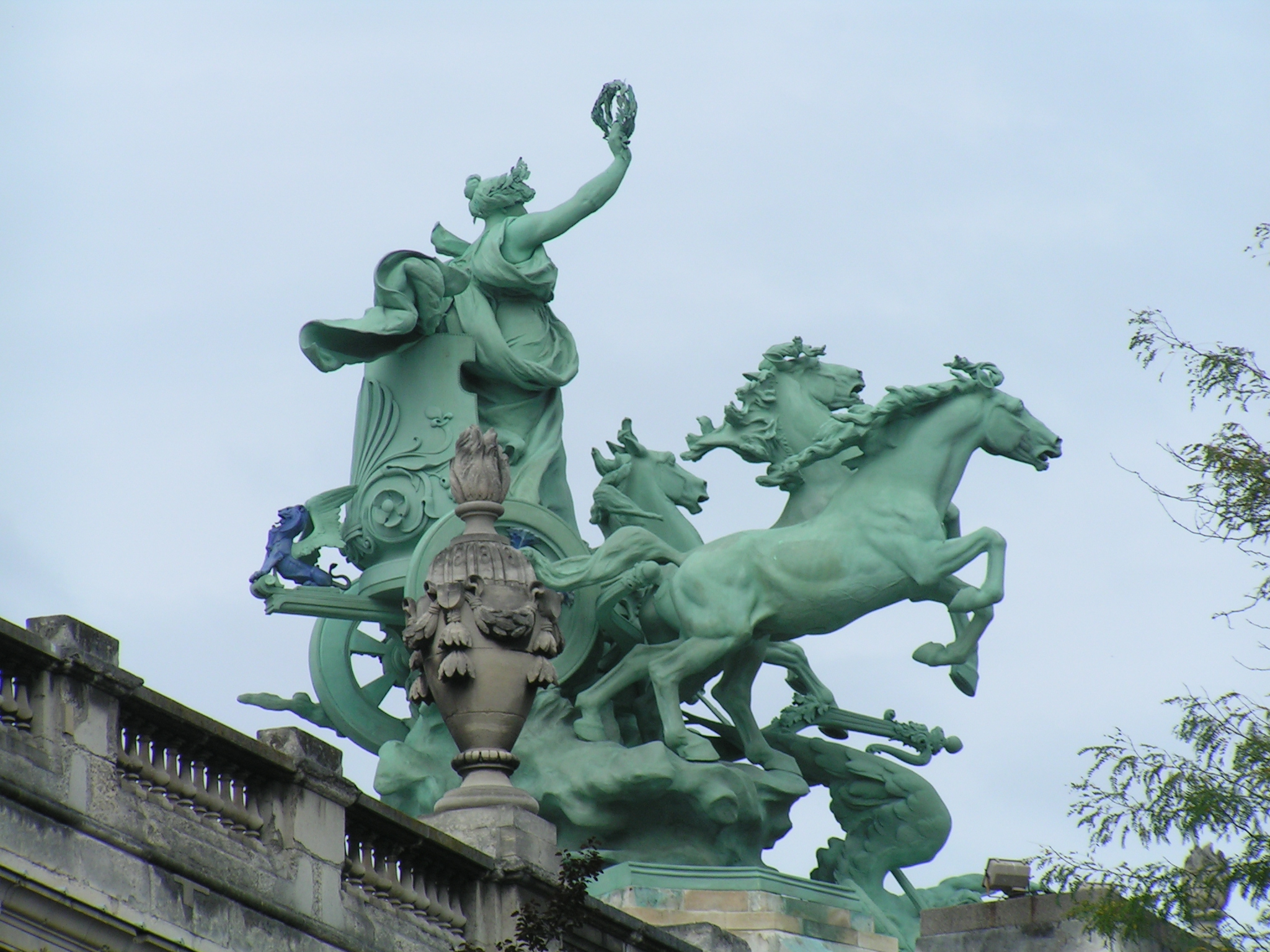
Tượng L'Harmonie triomphant de la Discorde
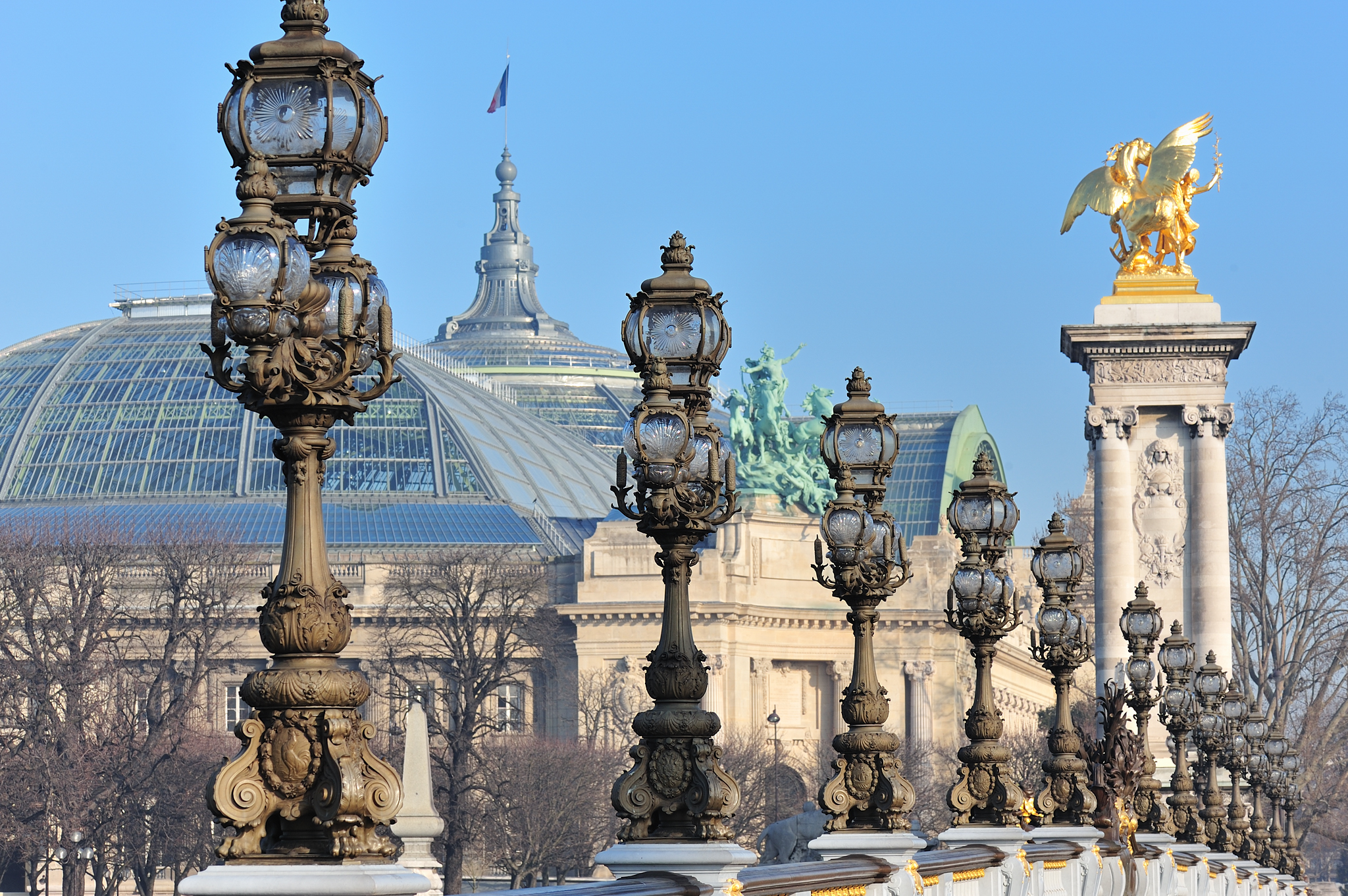
Grand Palais và cầu Alexandre III
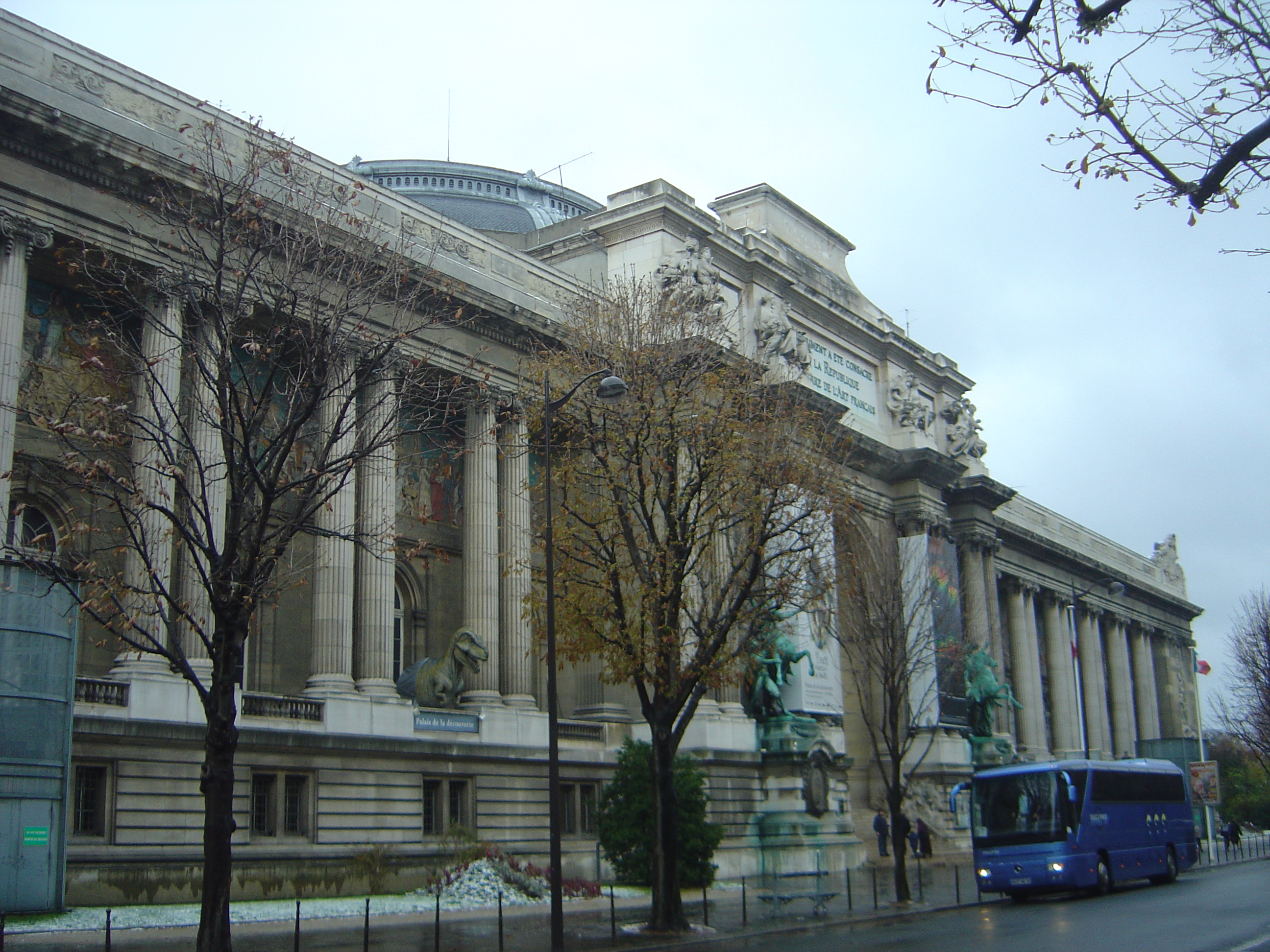
Palais d'Antin trước tu sửa
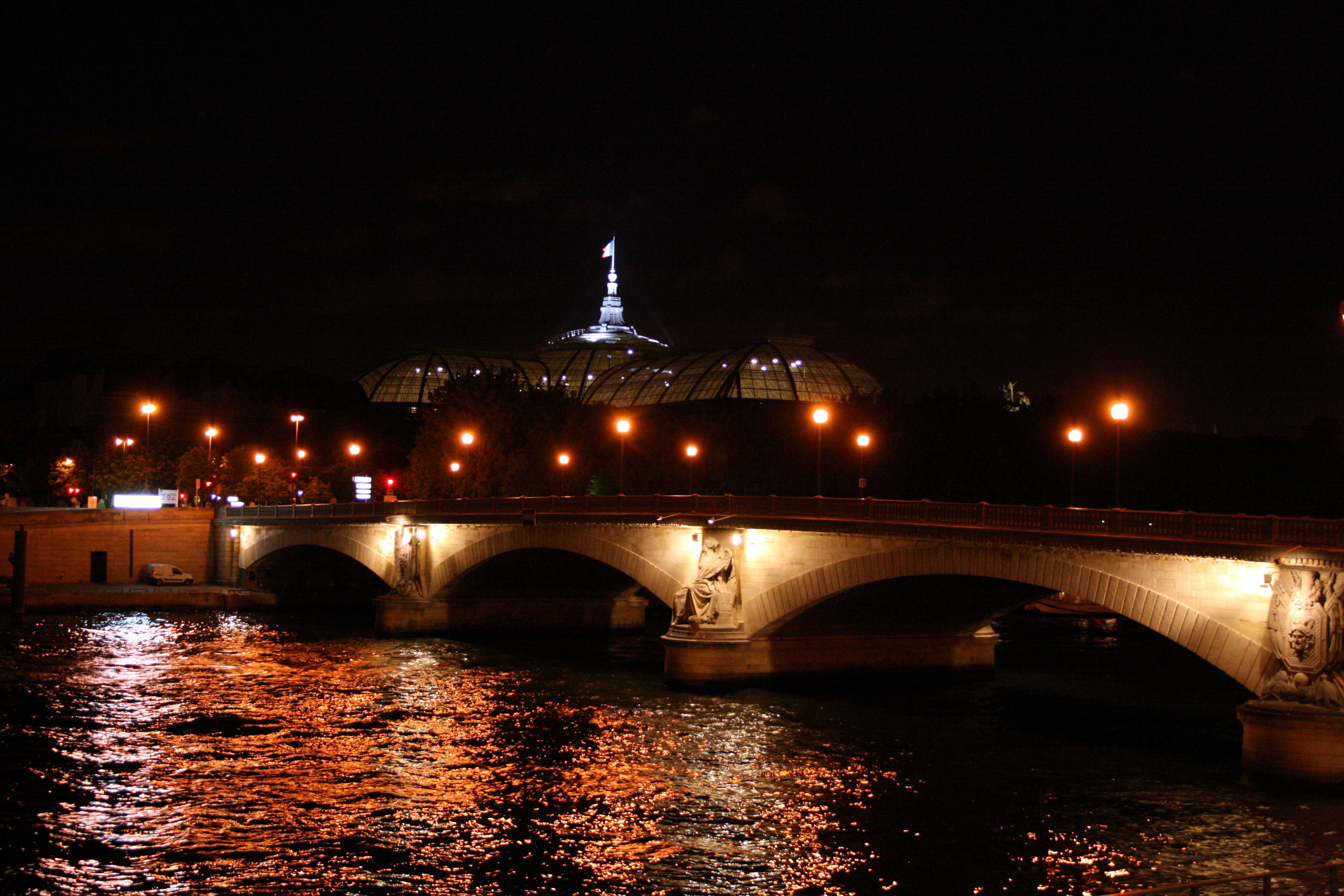
Cầu Invalides và Grand Palais